# Best: First Things
Best: First Things (reso graficamente BEST～first things～) è un album discografico di raccolta della cantante giapponese Koda Kumi, pubblicato nel 2005.

## Tracce
Disco 1
1. No Tricks – 4:31
2. Take Back – 4:55
3. Trust Your Love – 4:27
4. Color of Soul – 4:28
5. So into You – 4:32
6. Love Across the Ocean – 3:37
7. Maze – 4:04
8. Real Emotion – 3:59
9. 1000の言葉 (1000 no Kotoba) – 5:58
10. Come with Me – 4:46
11. Gentle Words – 3:44
12. Crazy 4 U – 4:06

Disco 2
1. キューティーハニー (Cutie Honey) – 3:06
2. Chase – 4:58
3. 奇跡 (Kiseki) – 4:58
4. Selfish – 3:53
5. Hands – 4:25
6. Hot Stuff (feat. KM-Markit) – 4:06
7. Butterfly – 4:18
8. Flower – 4:38
9. Promise – 4:47
10. Star – 4:05
11. The Meaning of Peace (Bonus Track) – 5:16